# Соляний промисел Salin d’Aigues-Mortes
Соляний промисел Salin d'Aigues-Mortes — гірничодобувний майданчик на південному сході Франції, що здійснює видобуток хлориду натрію.
Перші відомості щодо соляних промислів у прибережних болотах на південний схід від Монпельє належать до римських часів. У середньовіччі тут продукували сіль монахи сусіднього абатства, місто d'Aigues-Mortes, а в 1775-му король видав концесію товариству Cie des Salins de Peccais. Втім, повномасштабний промисловий розвиток почався в 1856 році з об'єднання кількох промисловців, що вели розробку, в компанію Renouard et Cie, яка вже у 1868-му змінила назву на Compagnie des Salins du Midi (після злиття з іншим гравцем ринку в 1968-му відома як Compagnie des Salins du Midi et des Salines de l'Est або група Salins).
Технологія промислу передбачає закачування морської води в басейни, розташовані на кілька метрів вище від рівня моря. Далі вода рухається по системі ставків, спланованій для підвищення солоності, та в підсумку проходить випаровування природним шляхом з використанням сонячної енергії. Є відомості, що площа ставків може досягати 14 тисяч гектарів.
Наприкінці XIX століття — в 1890 році — видобуток солі з Salin d'Aigues-Mortes вже перевищував 80 тисяч тонн, а станом на початок XXI століття цей показник становить близько 500 тисяч тонн на рік.
Вивозити сіль можна водним або залізничним транспортом. Серед великих споживачів продукції промислу можливо вказати на запущений у 1916 році завод хімії електролізу в Пон-де-Кле, втім, з 1965-го він перейшов на живлення від копальні Отрів.